# Pieter-Jan Monteyne
Pour les articles homonymes, voir Monteyne.
Pieterjan Monteyne, né le 1er janvier 1983 à Roulers en Belgique, est un joueur belge de football reconverti comme entraîneur qui évoluait au poste de défenseur.  Il est le frère de Martijn Monteyne, également footballeur.

## Carrière
- 2000-2001 : KSV Roulers ( D2)
- 2001-2011 : Germinal Beerschot ( D1)
- 2011-2014 : RAEC Mons ( D1)
- 2014-2015 : Mouscron-Péruwelz ( D1)
- 2015 - : Oud-Heverlee Louvain ( D1)[1]